# Valerian Frolov
Valerian Aleksandrovitsj Frolov (Russisch: Валериан Александрович Фролов) (Sint-Petersburg, 7 juni 1895 – aldaar, 6 januari 1961) was een kolonel-generaal van de Sovjet-Unie die vocht in de Tweede Wereldoorlog.

## Opleiding
Valerian Frolov werd geboren in het gezin van een lagere beambte. 
In mei 1915 ging hij bij het Keizerlijk Russisch Leger. 
Vanaf juli kreeg hij opleiding bij het 180e regiment reserve infanterie te Sint-Petersburg.
Daarna ging hij bij het bataljon reserve van de garde van Moskou.

## Eerste Wereldoorlog
Vanaf april 1917 vocht hij aan het zuidwestelijk front van de Eerste Wereldoorlog.
Hij werd onderofficier en raakte gewond. In 1918 werd hij gedemobiliseerd.

## Russische Burgeroorlog
In februari 1918 ging hij als een van de eersten bij het Rode leger.
Hij begon zijn dienst bij het bataljon reserve te Vyborg dat uitgroeide tot het 1e revolutionair regiment van Moskou.
Frolov vocht op de Karelische Landengte.
In december 1918 werd hij chef van een compagnie en enkele maanden nadien commandant van een bataljon in het 48e regiment van de 6e divisie infanterie van het 7e leger.
Hij nam deel aan de veldtocht in Estland en verdedigde in november - december 1919 Sint-Petersburg tegen de troepen van generaal Nikolaj Joedenitsj in de operatie te Narva.

## Pools-Russische Oorlog
In de Pools-Russische Oorlog vocht hij bij Polatsk en Lepel en stootte hij mee door naar Warschau.
Op 6 september 1920 raakte hij bij Grodno zwaargewond door een granaat. In december mocht hij uit het ziekenhuis terug naar zijn regiment.
Begin 1921 versloeg zijn bataljon de Witten in Lepel en Senno.
In de lente van 1921 werd de 6e divisie infanterie verplaatst naar Orjol.

## Interbellum
In maart 1922 keerde hij terug naar het westelijk front.
In oktober 1926 voerde hij in Wit-Rusland het bevel over compagnieën van het 49e, 50e en 6e regiment infanterie.
In 1924 volgde hij de hogere tactische infanterieschool van de Komintern bij de generale staf van het Rode Leger.
In november 1924 leidde hij de opleidingsregimenten.
In oktober 1926 had hij het bevel over een bataljon van het 5e regiment infanterie van de 2e divisie infanterie in Wit-Rusland. 
In november 1928 volgde hij een cursus van 6 maanden aan de militaire en politieke Tolmatsjevacademie van het Rode Leger.
In juni 1929 studeerde hij aan de Froenzeacademie.
In mei 1932 kreeg hij het bevel over het 46e regiment infanterie van de 16e divisie infanterie te Leningrad.
Op 17 februari werd hij kolonel.
Vanaf april 1936 was hij adjudant van de leider van de luchtverdediging van Leningrad.
In november 1936 werd hij stafchef van de 54e divisie infanterie van Leningrad.
In juni 1937 kreeg hij het bevel over de 16e divisie infanterie.
Op 17 februari 1937 werd hij generaal-majoor.

## Spaanse Burgeroorlog
Van oktober 1937 tot september 1938 vocht hij incognito in de Spaanse Burgeroorlog.

## Winteroorlog
In januari 1939 kreeg hij het bevel over het 1e Legerkorps van de strijdkrachten van Leningrad.
In oktober 1939 kreeg hij het bevel over de Legergroep te Moermansk die uitgroeide tot het 14e leger.
Van december 1939 tot maart 1940 vocht hij daarmee in de Winteroorlog tegen Finland.
Op 4 juni 1940 werd hij Luitenant-generaal.

## Tweede Wereldoorlog
Bij uitbraak van de Tweede Wereldoorlog verdedigde Frolov met zijn 14e leger Moermansk.
In samenwerking met de Noordelijke Vloot stopte hij de opmars van het 19e Bergkorps en hield hij stand in Moermansk.
Van september 1941 tot februari 1944 voerde hij het bevel over het Karelisch Front.
Dit strekte zich uit over 1200 km van de Barentszzee langs Kalevala en Povenets aan het  Onegameer langs de rivier Svir tot het Ladogameer en hield het 20e Bergleger en de helft van het Finse leger tegen. Hij voerde tegenaanvallen uit bij Medvezjegorsk, Kestenga en Moermansk.
Op 28 april 1943 werd hij luitenant-generaal
In februari 1944 werd hij gedegradeerd tot plaatsvervangend commandant van het Karelisch Front onder Kirill Meretskov.
In de zomer van 1944 voerde hij de Operatie Vyborg - Petrozavodsk uit en achtervolgde hij de Finnen en Duitsers naar Kandalaksja en Kestenga en voerde hij de Operatie Kirkenes-Petsamo uit.

## Vredestijd
Van december 1944 tot mei 1948 was hij commandant van de troepen van het militair district Witte Zee.
In 1949 studeerde hij aan de Vorosjilovacademie.
Van mei 1949 tot juni 1951 voerde hij het bevel over de troepen van het militair district Archangelsk. 
Van juli 1951 tot april 1956 was hij opnieuw bevelhebber van het militair district Witte Zee.
In oktober 1956 werd hij naar de reserve verzet maar gaf hij nog raad aan het ministerie van Defensie.
Hij overleed in 1961 en rust op de Bogoslovskoje-begraafplaats te Sint-Petersburg.

## Onderscheidingen
- Drie Leninordes
- Vier Orde van de Rode Banier
- Orde van Koetoezov 1e klasse
- Orde van Bogdan Chmelnitski (Sovjet-Unie) 1e klasse
- Orde van de Rode Ster (Sovjet-Unie)
- Medaille voor de Overwinning over Duitsland in de Grote Patriottische Oorlog 1941-1945
- Jubileummedaille voor de 20e verjaardag van het Rode Leger.

In Petrozavodsk is een straat naar hem genoemd.